# پوبیژوویتسه
پوبیژوویتسه (به چکی: Poběžovice) یک منطقهٔ مسکونی و شهرستان دارای شهرک سابقاً روستا در جمهوری چک است که در ناحیه دوماژلیتسه واقع شده‌است. پوبیژوویتسه ۱٬۶۵۸ نفر جمعیت دارد.

## خواهرخوانده
شهر Radelfingen خواهرخواندهٔ پوبیژوویتسه هست.